# Teneryfa

Flaga Teneryfy

Teneryfa (hiszp. Tenerife) – należąca do Hiszpanii wyspa na Oceanie Atlantyckim, będąca częścią archipelagu i regionu Wyspy Kanaryjskie. Zlokalizowana nieopodal północno-zachodnich wybrzeży Afryki, wraz z archipelagiem zaliczana jest do Makaronezji. Jest największą i najludniejszą wyspą w archipelagu i najludniejszą wyspą hiszpańską. Teneryfa, choć geograficznie leży na wodach oceanicznych u wybrzeży północnej Afryki, jest integralną częścią Hiszpanii i Unii Europejskiej. Obowiązuje waluta euro, a językiem urzędowym jest hiszpański. Z częścią mieszkańców można się też porozumieć po angielsku, w języku angielskim są też niektóre tablice informacyjne.
Santa Cruz de Tenerife jest największym miastem na wyspie i zarazem stolicą jej oraz prowincji Santa Cruz de Tenerife. Jest też, wspólnie z Las Palmas, stolicą autonomii Wysp Kanaryjskich.
Teneryfa z sąsiednią Gran Canarią bywa nazywana „kontynentem w miniaturze” ze względu na występowanie kilku typów krajobrazu i kilku stref klimatycznych. Na Teneryfie są dwa obiekty wpisane na Listę Światowego Dziedzictwa UNESCO: wulkan Teide, który jest parkiem narodowym, oraz zabytkowe miasto La Laguna.

## Geografia

### Dane ogólne
Teneryfa zajmuje obszar o powierzchni 2034,38 km², mając około 80 km długości i 50 km szerokości. Linia brzegowa liczy 342 km długości.
Ponadto administracyjnie Teneryfa obejmuje również około 200 małych wysp będącymi nieużytkami. Najczęściej są to duże skały wystające z wody. Łączna ich powierzchnia wynosi 213 835 m². Zalicza się do nich m.in. Roques de Anaga czy Roque de Garachico.

### Geologia

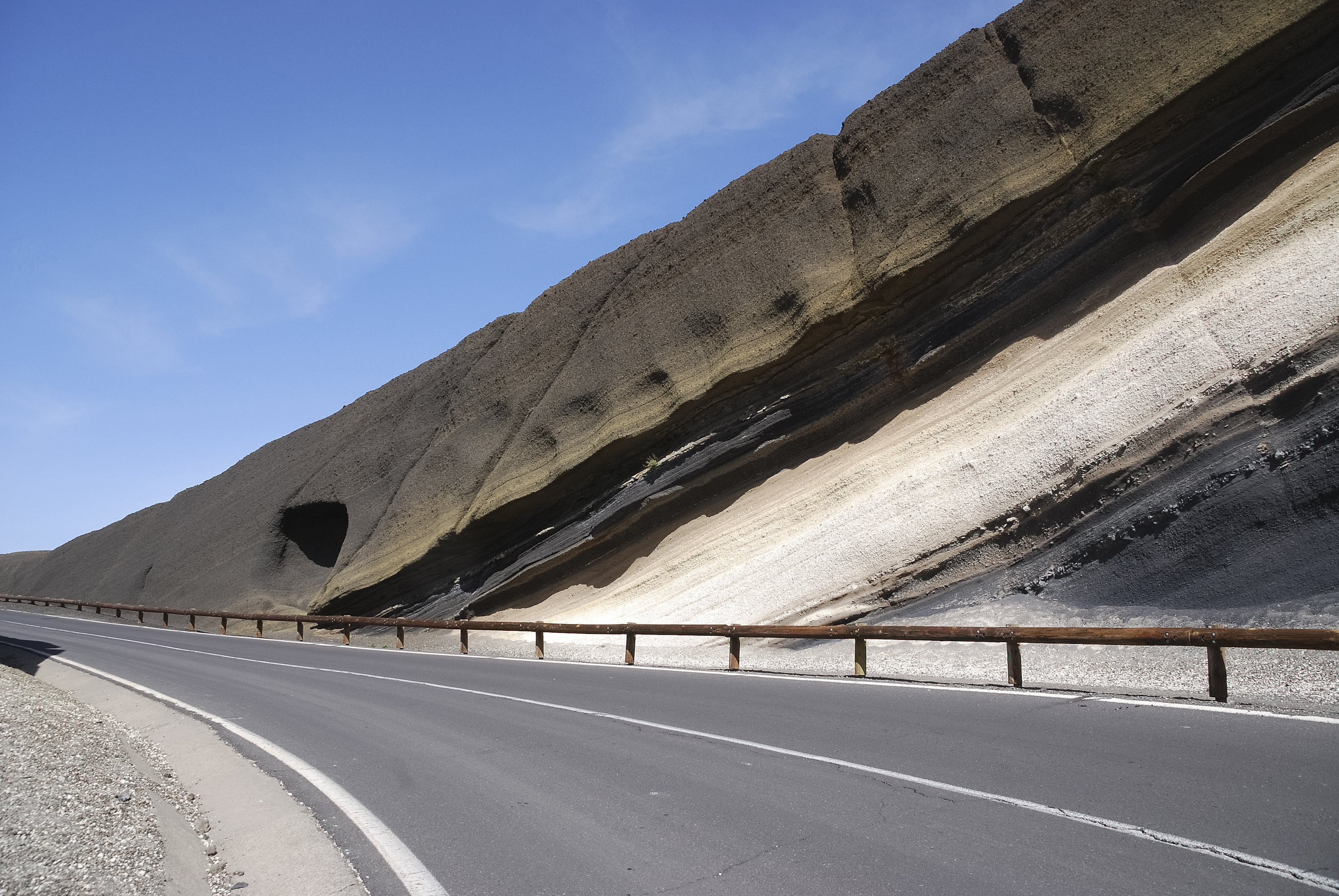
Warstwy skał wulkanicznych na Teneryfie

Teneryfa jest wyspą pochodzenia wulkanicznego. Powstawała w kilku etapach. Pierwszy szacuje się na około 30 mln lat temu w oligocenie, kiedy z dna Atlantyku rozpoczęła wydobywać się lawa tworząc wzniesienia z których powstały Wyspy Kanaryjskie. Kolejny okres rozpoczął się ok. 7 mln lat temu w miocenie. Ponad powierzchnię wystawały wówczas masywy Adeje, Anaga i Teno. Na kolejnych etapach głównym elementem kształtującym teren była erozja oraz budowanie się centralnej części Teneryfy poprzez liczne erupcje. W ten sposób powstał najwyższy szczyt Hiszpanii Teide (3718 m n.p.m.).
Znane nam erupcje wulkaniczne na Teneryfie to:
- 1492 – Boca Cangrejo
- 1704–1705 – Siete Fuentes, Fasnia, Arafo
- 5 maja 1706 – Montaña Negra – erupcja ta zniszczyła port w miejscowości Garachico
- 9 czerwca 1798 – Pico Viejo – ostatnia erupcja na terenie Parku Narodowego Teide i Las Cañadas
- 11 listopada 1909 – Chinyero[6].

### Położenie
Teneryfa znajduje się pomiędzy 28° a 29° N i 16° a 17° W. Zajmuje centralne miejsce między wyspami archipelagu: Gran Canaria na wschodzie oraz La Gomera i La Palma na zachodzie. Leży około 300 km od kontynentu afrykańskiego (Maroka i Sahary Zachodniej) oraz około 1000 km od Półwyspu Iberyjskiego (Hiszpanii i Portugalii kontynentalnej).

### Klimat
Teneryfa jest w strefie klimatu subtropikalnego, w części przybrzeżnej – typu półpustynnego i pustynnego, w głębi lądu – śródziemnomorskiego.
Na klimat mają istotny wpływ dwa prądy morskie: Golfstrom (cieplejszy) i Kanaryjski (chłodniejszy), które powodują wahania temperatury oceanu od 19 do 24 °C. Mimo niewielkiej powierzchni klimat jest zróżnicowany w wyniku przedzielenia wyspy przez wysokie pasmo górskie. Północno-wschodnie wybrzeże ma klimat z częstszymi mgłami i nieco większymi opadami niż południowe. Wraz ze wzrostem wysokości średnie temperatury spadają, a ilość opadów wzrasta. Pomimo niewielkiej odległości pomiędzy położonymi w górach miejscowościami a wybrzeżem występują duże różnice temperatur (nawet ponad 10 °C) oraz w opadach. W okresie zimowym krater Pico del Teide często pokrywa śnieg. Szata roślinna północno-wschodniej części wyspy jest zielona i są dobre warunki dla rolnictwa, część południowo-zachodnia jest uboga w szatę roślinną. W wyższych partiach wyspy rośnie sosna kanaryjska o długich, miękkich igłach, mająca zdolność wchłaniania wody z mgły.
| Miesiąc                                                                                     | Sty  | Lut  | Mar  | Kwi  | Maj  | Cze  | Lip  | Sie  | Wrz  | Paź  | Lis  | Gru  | Roczna |
| ------------------------------------------------------------------------------------------- | ---- | ---- | ---- | ---- | ---- | ---- | ---- | ---- | ---- | ---- | ---- | ---- | ------ |
| Średnie temperatury w dzień [°C]                                                            | 21,0 | 21,2 | 22,1 | 22,7 | 24,1 | 26,2 | 28,7 | 29,0 | 28,1 | 26,3 | 24,1 | 22,1 | 24,6   |
| Średnie dobowe temperatury [°C]                                                             | 18,2 | 18,3 | 19,0 | 19,7 | 21,0 | 22,9 | 25,0 | 25,5 | 24,9 | 23,4 | 21,3 | 19,4 | 21,5   |
| Średnie temperatury w nocy [°C]                                                             | 15,4 | 15,3 | 15,9 | 16,5 | 17,8 | 19,5 | 21,2 | 21,9 | 21,7 | 20,3 | 18,4 | 16,6 | 18,4   |
| Opady [mm]                                                                                  | 32   | 35   | 38   | 12   | 4    | 1    | 0    | 2    | 7    | 19   | 34   | 43   | 226    |
| Średnia liczba dni z opadami                                                                | 4,2  | 3,8  | 3,8  | 2,4  | 0,9  | 0,2  | 0,0  | 0,3  | 0,9  | 3,1  | 4,7  | 5,4  | 29,7   |
| Wilgotność [%]                                                                              | 64   | 65   | 62   | 61   | 61   | 61   | 58   | 60   | 64   | 66   | 65   | 66   | 63     |
| Średnie usłonecznienie [h]                                                                  | 178  | 186  | 221  | 237  | 282  | 306  | 337  | 319  | 253  | 222  | 178  | 168  | 2913   |
| Źródło: Agencia Estatal de Meteorología (liczba dni z opadami dla wartości 1 mm), 1981–2010 |      |      |      |      |      |      |      |      |      |      |      |      |        |

| Miesiąc                                                                                     | Sty  | Lut  | Mar  | Kwi  | Maj  | Cze  | Lip  | Sie  | Wrz  | Paź  | Lis  | Gru  | Roczna |
| ------------------------------------------------------------------------------------------- | ---- | ---- | ---- | ---- | ---- | ---- | ---- | ---- | ---- | ---- | ---- | ---- | ------ |
| Średnie temperatury w dzień [°C]                                                            | 21,7 | 22,0 | 23,1 | 23,1 | 23,9 | 25,4 | 27,7 | 28,4 | 27,9 | 26,8 | 24,8 | 22,8 | 24,8   |
| Średnie dobowe temperatury [°C]                                                             | 18,4 | 18,5 | 19,3 | 19,5 | 20,4 | 22,1 | 24,0 | 24,7 | 24,5 | 23,4 | 21,5 | 19,7 | 21,4   |
| Średnie temperatury w nocy [°C]                                                             | 15,2 | 15,0 | 15,6 | 16,0 | 17,0 | 18,8 | 20,2 | 21,1 | 21,1 | 20,0 | 18,2 | 16,5 | 17,9   |
| Opady [mm]                                                                                  | 17   | 20   | 15   | 7    | 1    | 0    | 0    | 1    | 4    | 12   | 26   | 30   | 132    |
| Średnia liczba dni z opadami                                                                | 1,8  | 2,2  | 1,9  | 1,1  | 0,3  | 0,0  | 0,0  | 0,2  | 0,6  | 1,6  | 1,9  | 3,5  | 15,2   |
| Wilgotność [%]                                                                              | 62   | 64   | 63   | 65   | 66   | 68   | 65   | 67   | 68   | 67   | 64   | 66   | 66     |
| Średnie usłonecznienie [h]                                                                  | 193  | 195  | 226  | 219  | 246  | 259  | 295  | 277  | 213  | 214  | 193  | 195  | 2725   |
| Źródło: Agencia Estatal de Meteorología (liczba dni z opadami dla wartości 1 mm), 1981–2010 |      |      |      |      |      |      |      |      |      |      |      |      |        |

| Miesiąc                                                                                     | Sty  | Lut  | Mar  | Kwi  | Maj  | Cze  | Lip  | Sie  | Wrz  | Paź  | Lis  | Gru  | Roczna |
| ------------------------------------------------------------------------------------------- | ---- | ---- | ---- | ---- | ---- | ---- | ---- | ---- | ---- | ---- | ---- | ---- | ------ |
| Średnie temperatury w dzień [°C]                                                            | 16,0 | 16,7 | 18,2 | 18,5 | 20,1 | 22,2 | 24,7 | 25,7 | 24,9 | 22,5 | 19,6 | 17,1 | 20,5   |
| Średnie dobowe temperatury [°C]                                                             | 13,1 | 13,4 | 14,5 | 14,7 | 16,1 | 18,1 | 20,2 | 21,2 | 20,7 | 18,9 | 16,5 | 14,3 | 16,8   |
| Średnie temperatury w nocy [°C]                                                             | 10,2 | 10,0 | 10,7 | 10,9 | 12,0 | 14,0 | 15,7 | 16,6 | 16,5 | 15,2 | 13,3 | 11,5 | 13,0   |
| Opady [mm]                                                                                  | 80   | 70   | 61   | 39   | 19   | 11   | 6    | 5    | 16   | 47   | 81   | 82   | 520    |
| Średnia liczba dni z opadami                                                                | 7,7  | 7,4  | 6,8  | 6,2  | 3,8  | 2,4  | 1,7  | 1,1  | 2,8  | 6,5  | 8,3  | 8,8  | 64,0   |
| Wilgotność [%]                                                                              | 76   | 75   | 71   | 74   | 72   | 73   | 69   | 69   | 71   | 74   | 75   | 79   | 73     |
| Średnie usłonecznienie [h]                                                                  | 150  | 168  | 188  | 202  | 234  | 237  | 262  | 269  | 213  | 194  | 155  | 137  | 2410   |
| Źródło: Agencia Estatal de Meteorología (liczba dni z opadami dla wartości 1 mm), 1981–2010 |      |      |      |      |      |      |      |      |      |      |      |      |        |

| Miesiąc                                                                                     | Sty | Lut | Mar  | Kwi  | Maj  | Cze  | Lip  | Sie  | Wrz  | Paź  | Lis  | Gru | Roczna |
| ------------------------------------------------------------------------------------------- | --- | --- | ---- | ---- | ---- | ---- | ---- | ---- | ---- | ---- | ---- | --- | ------ |
| Średnie temperatury w dzień [°C]                                                            | 7,5 | 8,0 | 10,2 | 11,8 | 14,5 | 18,9 | 23,0 | 22,6 | 18,6 | 14,3 | 11,1 | 8,8 | 14,1   |
| Średnie dobowe temperatury [°C]                                                             | 4,3 | 4,7 | 6,4  | 7,6  | 10,1 | 14,4 | 18,5 | 18,2 | 14,5 | 10,6 | 7,8  | 5,6 | 10,2   |
| Średnie temperatury w nocy [°C]                                                             | 1,1 | 1,3 | 2,7  | 3,5  | 5,8  | 9,9  | 14,0 | 13,8 | 10,4 | 6,9  | 4,5  | 2,4 | 6,4    |
| Opady [mm]                                                                                  | 47  | 67  | 58   | 18   | 7    | 0    | 0    | 5    | 13   | 37   | 54   | 60  | 366    |
| Średnia liczba dni z opadami                                                                | 4,5 | 4,0 | 4,1  | 2,7  | 1,1  | 0,2  | 0,1  | 0,5  | 1,6  | 3,7  | 4,4  | 5,6 | 33,4   |
| Wilgotność [%]                                                                              | 50  | 54  | 48   | 45   | 40   | 32   | 25   | 30   | 43   | 55   | 54   | 52  | 44     |
| Średnie usłonecznienie [h]                                                                  | 226 | 223 | 260  | 294  | 356  | 382  | 382  | 358  | 295  | 259  | 220  | 218 | 3473   |
| Źródło: Agencia Estatal de Meteorología (liczba dni z opadami dla wartości 1 mm), 1981–2010 |     |     |      |      |      |      |      |      |      |      |      |     |        |

| Sty  | Lut  | Mar  | Kwi  | Maj  | Cze  | Lip  | Sie  | Wrz  | Paź  | Lis  | Gru  | Rok  |
| ---- | ---- | ---- | ---- | ---- | ---- | ---- | ---- | ---- | ---- | ---- | ---- | ---- |
| 20,2 | 19,3 | 19,3 | 19,6 | 20,2 | 21,2 | 21,9 | 22,8 | 23,7 | 23,6 | 22,3 | 20,8 | 21,2 |

### Masywy górskie

#### Teide

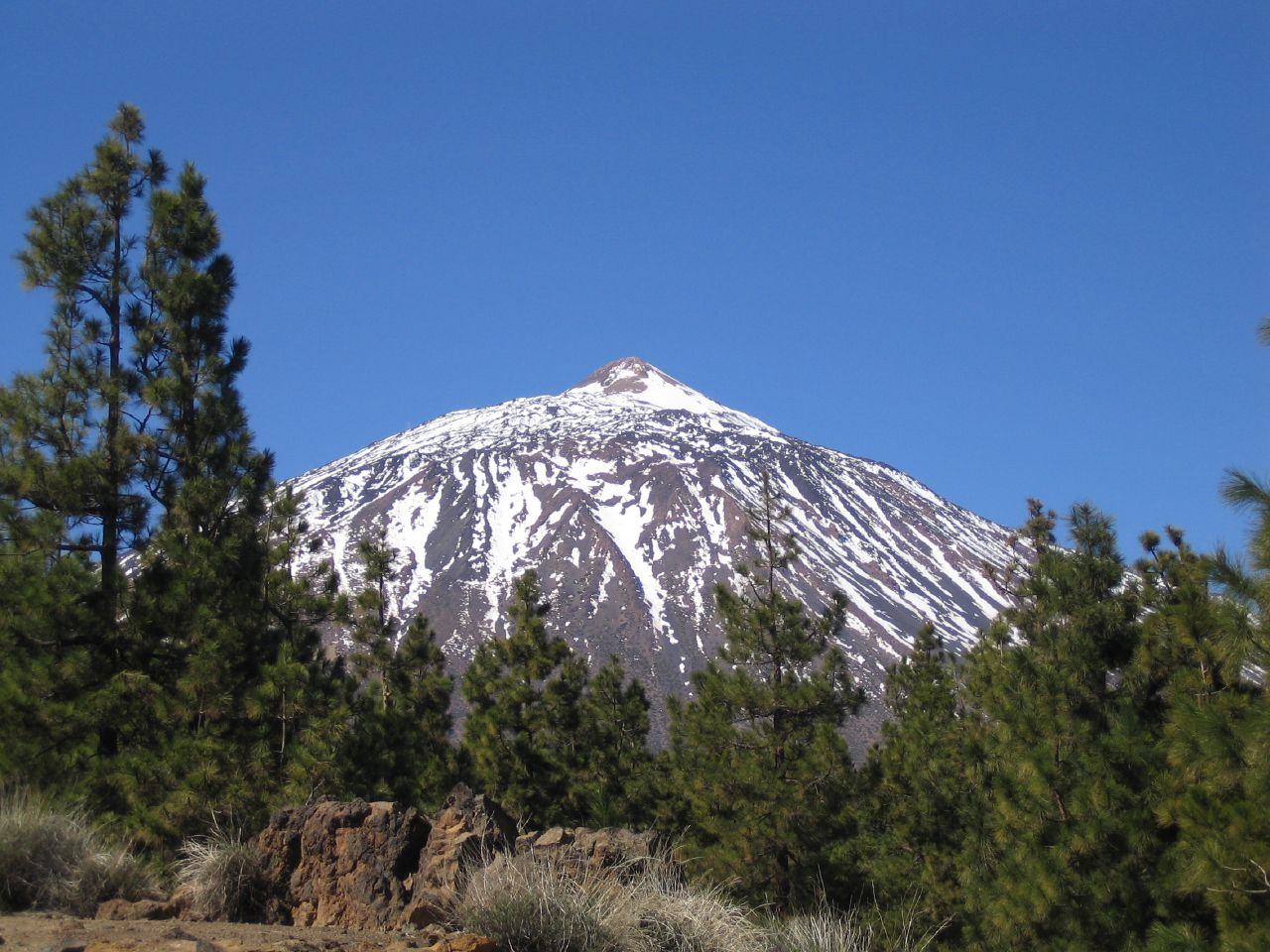
Teide

Teide – masyw wulkaniczny o wysokości 3718 m n.p.m. (od dna morza 7500 m). Jest najwyższym szczytem Hiszpanii, najwyższym punktem Oceanu Atlantyckiego oraz 13 najwyższym szczytem Unii Europejskiej (jest najwyższym szczytem nie leżącym w Alpach). Ostatnia erupcja wulkanu (Chinyero) miała miejsce w 1909 roku.
Stożek wulkanu wraz z kraterem o średnicy do 15 km i obwodzie około 40 km oraz otaczającą go równiną stanowi od 1954 Park Narodowy Teide (Parque Nacional del Teide). Park zajmuje 18 900 ha, co czyni go piątym co do wielkości parkiem narodowym w Hiszpanii. Występują tam endemiczne gatunki roślin i zwierząt.
Na wysokości około 2000 m n.p.m. rozpościerają się równiny Cañadas, ukształtowane przez działalność wulkanu – pokrywają je bazaltowe, pumeksowe i obsydianowe formacje skalne, a przez zbocza stożka wulkanicznego ciągną się zastygłe strumienie lawy.
Na wysokości 2356 m znajduje się dolna stacja kolei linowej Teleférico del Teide z górną stacją na wysokości 3555 m. Na wysokości 2400 m jest obserwatorium astrofizyczne Teide. Na terenie parku jest też schronisko oraz hotel. Na tym obszarze są także inne szczyty, m.in. Pico Viejo (Montaña Chahorra, o wysokości 3134 m), Montaña Blanca (2750 m), Alto de Guajara (2718 m), Roque de la Grieta (2576 m) i Chinyero (1561 m).
Teide jest uważany za najbardziej emblematyczny pomnik przyrody Archipelagu Kanaryjskiego, a przez to atrakcję turystyczną, która każdego roku przyciąga miliony osób – Parque Nacional del Teide jest najczęściej odwiedzanym hiszpańskim parkiem narodowym (3 142 148 odwiedzających w roku 2007), ponadto najczęściej odwiedzanym parkiem narodowym Europy i drugim najczęściej odwiedzanym na świecie

#### Teno

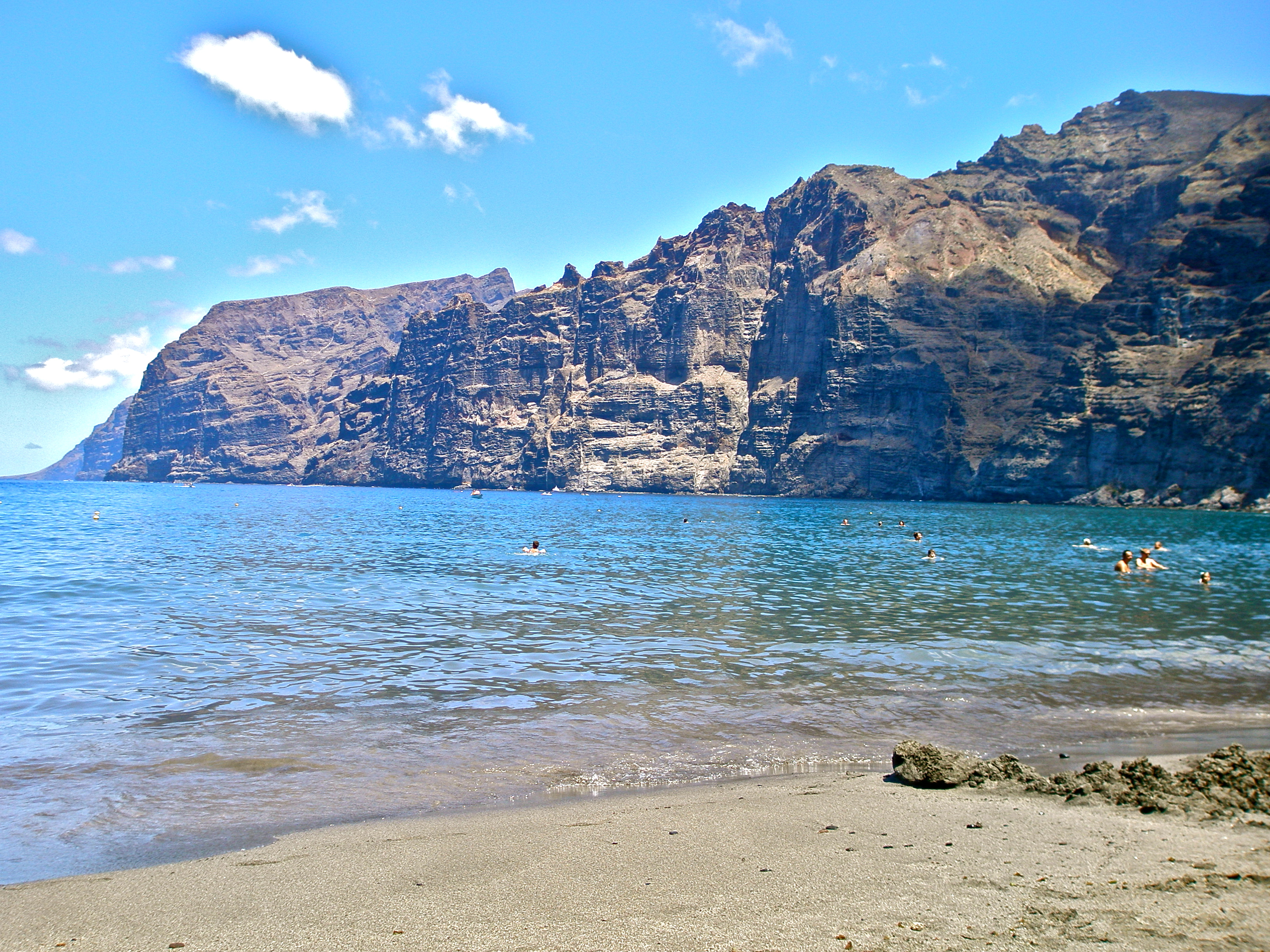
Klify Los Gigantes, nabrzeżna część masywu Teno

Masyw Teno (Macizo de Teno) położony jest w północno-zachodniej części wyspy między gminami Santiago del Teide, Los Silos, El Tanque i Buenavista del Norte. Najwyższym szczytem jest Montaña de Gala (1342 m) Podobnie jak w przypadku masywu Anaga, jest to obszar głębokich wąwozów i skał, które powstały w znacznym stopniu pod wpływem erozji. Powstał od 5 do 7 milionów lat temu. Charakterystyczne dla niego są klify Los Gigantes, z pionowymi ścianami, które sięgają 500 metrów wysokości. W górskich wsiach: Masca, Teno Alto, Carrizales, El Palmar, Las Portelas nadal praktykowane są stare tradycje rolnicze z Wysp Kanaryjskich. Jest tam park wiejski Teno o powierzchni 8063 hektarów. Masyw ten charakteryzuje się dużą różnorodnością flory i fauny. Jest to również jedno z najlepszych miejsc do nurkowania w archipelagu. Są też archeologiczne pozostałości osadnictwa Guanczów, wskazujące, że obszar Wysp Kanaryjskich był zamieszkany od czasów antycznych. Pierwsze osadnictwo miało miejsce około 3000 lat p.n.e.

#### Anaga

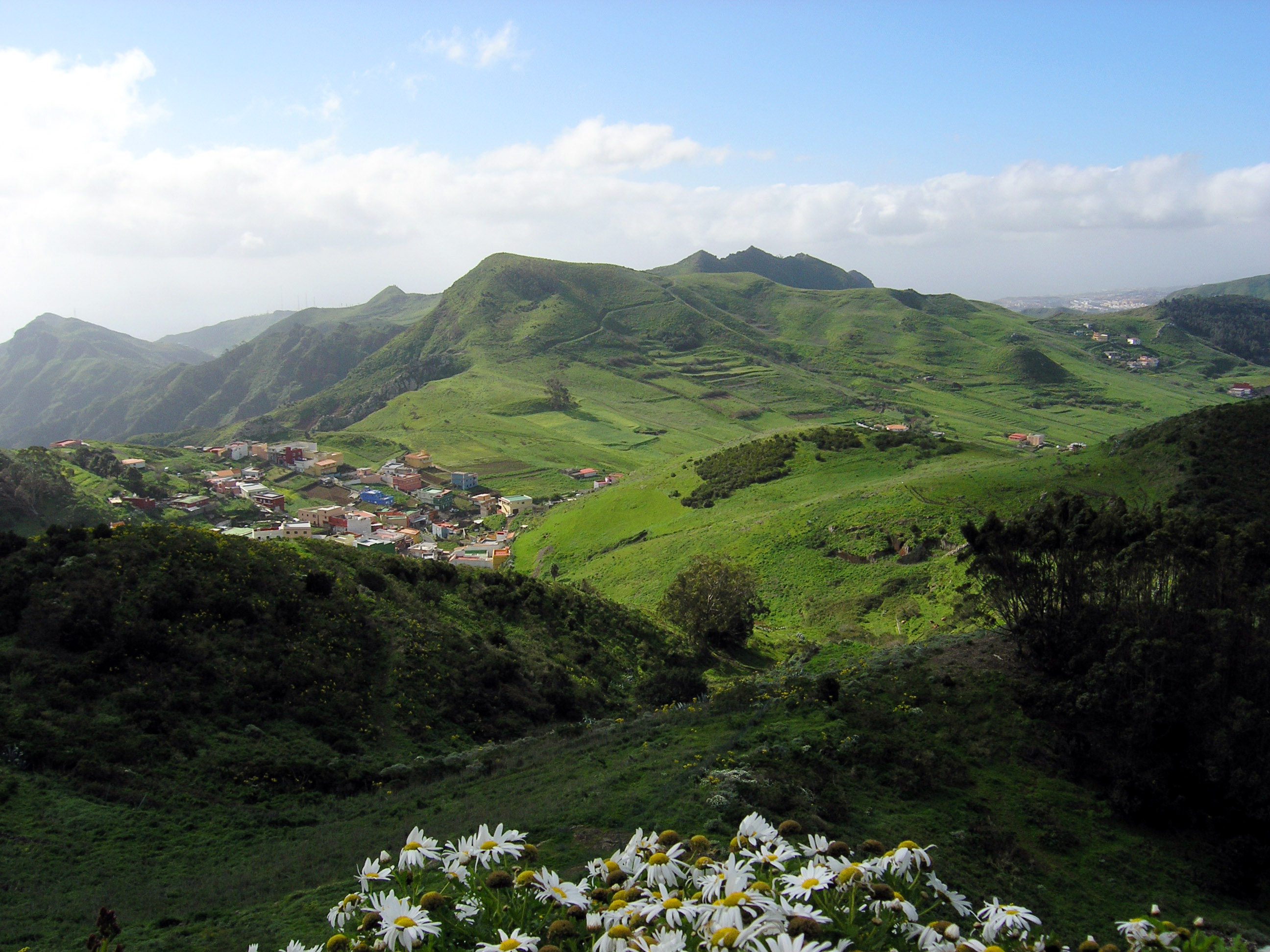
Góry Anaga

Masyw Anaga (Macizo de Anaga) w północno-wschodniej części wyspy ma nieregularny i poszarpany profil topograficzny. Najwyższym szczytem jest Cruz de Taborno o wysokości 1024 m. Wybrzeże Anaga zdominowane jest przez skały, w tym regionie jest mało plaż. U podnóża masywu leży stolica – Santa Cruz de Tenerife oraz sąsiadująca z nim La Laguna. Masyw powstał od 7 do 9 milionów lat temu, jest jedną z najstarszych części wyspy.

#### Adeje
Najwyższym szczytem masywu Adeje (Macizo de Adeje) w południowej części wyspy jest Roque del Conde o wysokości 1001 m. Z powodu intensywnej erozji i procesów geologicznych masyw Adeje stracił swój pierwotny wygląd i rozmiary.

## Hydrografia
Gleba wulkaniczna o porowatej powierzchni łatwo przepuszcza wodę, która wnika do podłoża zarówno po opadach deszczu, po topnieniu czapy lodowej na najwyższych szczytach, jak i pochodzącą z mgły w leśnych partiach wyspy (sosna kanaryjska).
Ze względu na różnorodność i nietypowość opadów oraz warunki geologiczne na wyspie, nie stosuje się zwykłych popularnych metod magazynowania i wydobywania wody, takie jak budowa zapór czy zbiorników wodnych. Większość wody (ok. 90%) pochodzi ze studzienek oraz galerii perforowanych (galería filtrante).

## Flora i fauna

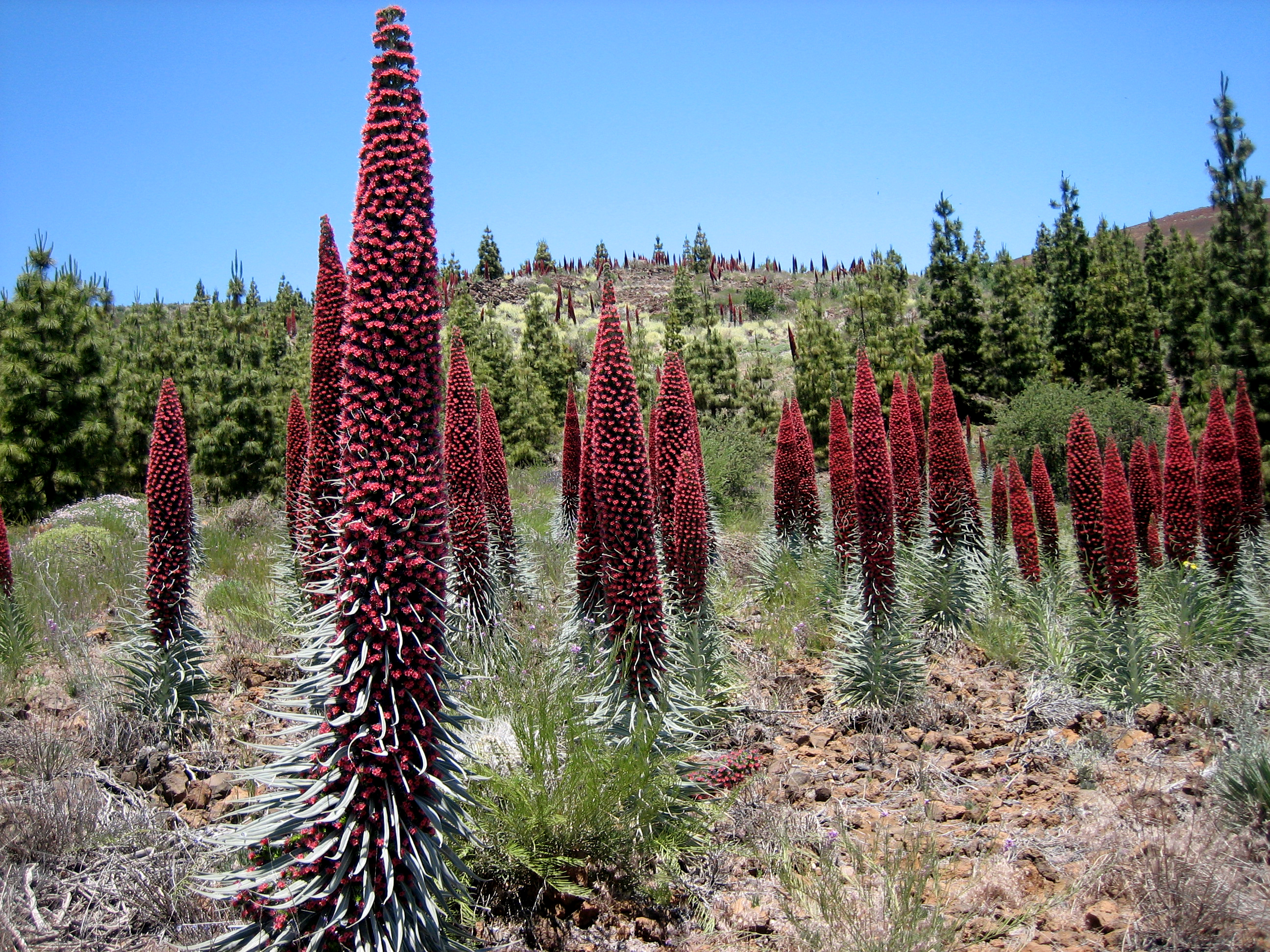
Echium wildpretii – jeden z endemitów Teneryfy

Teneryfa pomimo niewielkiej powierzchni ma zróżnicowana faunę i florę. Wynika to z różnorodności mikroklimatów. Flora na wyspie liczy około 1400 gatunków, w tym 200 gatunków endemicznych Wysp Kanaryjskich, z czego 140 występuje tylko i wyłącznie na Teneryfie. Fauna obejmuje około 400 gatunków ryb, 56 gatunków ptaków, 5 gatunków gadów, 2 gatunki płazów, 13 gatunków ssaków lądowych i kilka tysięcy gatunków bezkręgowców.
Faunę i szatę roślinną Teneryfy można podzielić na 6 głównych obszarów, które są związane z wysokością:
- 0–700 m n.p.m. (suche i słoneczne) – na tym obszarze żyją gatunki odporne na silne działanie promieni słonecznych i niskie opady. Z flory występuje m.in. Euphorbia atropurpurea. W tej części ekosystemu występuje niewiele gatunków kręgowców. Licznie reprezentowane są owady.
- 200–600 m n.p.m. (ciepłolubne leśne) – ten obszar charakteryzuje się większymi opadami i mniejszym nasłonecznieniem niż partia niższa. Florę reprezentuje m.in. jałowiec, dracena, palmy; faunę m.in. motyl Vanessa vulcania i owadożerne ptaki np. pokrzewka aksamitna i kapturka.
- 500–1000 m n.p.m. (lasy wawrzynolistne laurisilva) – ten obszar charakteryzuje się obfitymi opadami i częstymi mgłami. Porośnięty jest gęstym lasem dużych drzew, potomków flory w kenozoiku[potrzebny przypis]. Występuje głównie wawrzyn (laur), a także ostrokrzew, paprocie, Canarina canariensis. Obszar ten jest bogaty w bezkręgowce, wiele gatunków endemicznych – robaków, mięczaków oraz stawonogów. Z kręgowców żyją m.in. dwa zagrożone wyginięciem gatunki gołębi: Columba bollii (paloma turqué) i Columba junoniae (paloma rabiche).
- 1000–1500 m n.p.m. (suche lasy) – występujące tam lasy są suche i ubogie w gatunki. Rosną m.in. woskownica, Erica arborea, ostrokrzew.
- 800–2000 m n.p.m. (lasy sosnowe) – obszar z większymi różnicami temperatury dzień-noc oraz lato-zima, porośnięty lasami sosnowymi – przede wszystkim sosną kanaryjską, występują również czystkowate. Fauna nie jest zróżnicowana, m.in. dzięcioły i Fringilla teydea.
- ponad 2000 m n.p.m. (wysokie góry) – obszar o ekstremalnym klimacie. Występują m.in. Echium wildpretii, janowiec, Viola cheiranthifolia, a także chrząszcze i pluskwiaki.

W wodach przybrzeżnych żyje około 400 gatunków ryb oraz kilka gatunków żółwi morskich, wielorybów i delfinów. W parku naturalnym dziko żyją sprowadzone z innych krajów zwierzęta, m.in. papugi i goryle.

## Ochrona przyrody

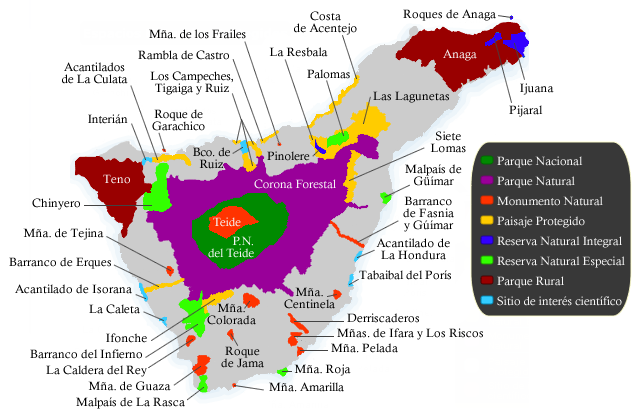
Mapa obszarów ochronnych na Teneryfie oraz ich klasyfikacja

Prawie połowa wyspy (48,6%) jest objęta ochroną zarządzaną przez Red Canaria de Espacios Naturales Protegidos. Spośród 146 chronionych obszarów Wysp Kanaryjskich 43 znajdują się na Teneryfie. Jest osiem typów obszarów chronionych. Oprócz parku narodowego Teide, park naturalny Parque Natural de la Corona Forestal, dwa parki wiejskie: (Parque rural de Anaga i Parque rural de Teno), cztery rezerwaty (El Pijaral, Ijuana, Roques de Anaga, La Resbala), sześć specjalnych rezerwatów (m.in. Malpaís de Güímar, Barranco del Infierno, Chinyero), czternaście pomników przyrody, dziewięć obszarów chronionego krajobrazu i sześć miejsc naukowego zainteresowania.

## Ekologia
Wyspy Kanaryjskie mają niski poziom zanieczyszczenia powietrza z powodu niewielkiego uprzemysłowienia oraz dzięki wiejącym pasatom. Na wyspie największe zanieczyszczenia emituje rafineria, dwie elektrociepłownie oraz ruch drogowy. Według danych hiszpańskiego Ministerstwa Zdrowia i Przemysłu, Teneryfa jest jednym z najczystszych miejsc w kraju. Zanieczyszczenia są stale monitorowane, aby nie przeszkadzać pracy obserwatoriów astrofizycznych położonych na szczytach.
Plaże wyspy zostały sklasyfikowane przez Ministerstwo Zdrowia i Konsumpcji jako nadające się do kąpieli.

## Historia

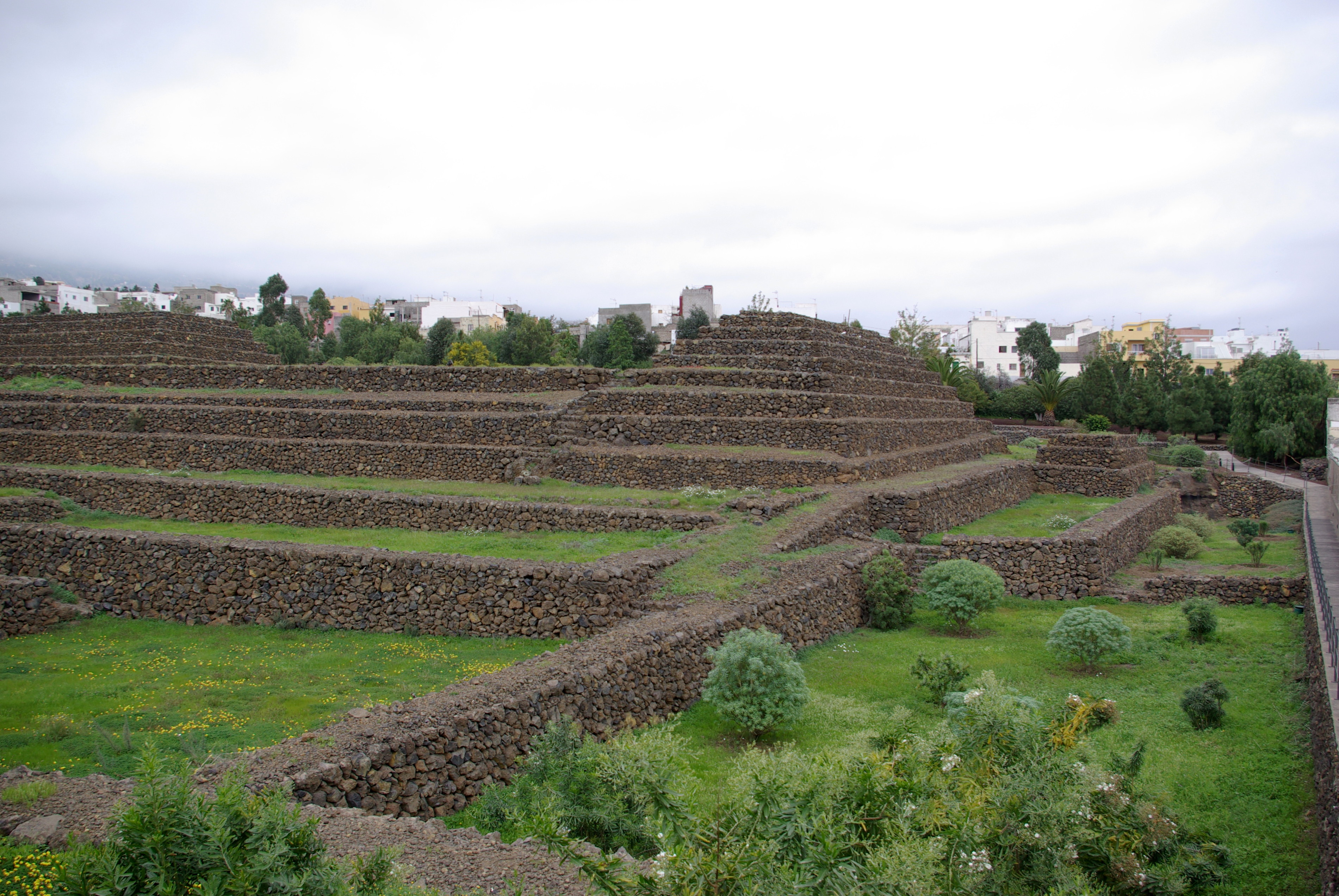
Piramidy w Güímarze

Legenda głosi, że Teneryfa jest pozostałością zaginionej Atlantydy. Niepotwierdzone hipotezy datują pierwsze osadnictwo na XII wiek p.n.e. Badania archeologiczne i analizy radiowęglowe wskazują, że ludzie przybyli na Teneryfę około 200 r. p.n.e. Do 1402 r., czyli do przybycia na wyspy Hiszpanów, była ona zamieszkana przez Guanczów (nazwa nadana przez Hiszpanów). Mieli oni jasną cerę i włosy oraz niebieskie oczy. W świetle ostatnich badań byli ludem pochodzenia berberyjskiego, a poprzednie hipotezy o pochodzeniu celtyckim lub że byli potomkami wikingów, nie zostały potwierdzone. Guanczowie podzielili wyspę na 10 okręgów administracyjnych – królestw. 12 grudnia 1495 w bitwie pod Acentejo Guanczowie zostali pokonani przez hiszpańskich konkwistadorów i ulegli eksterminacji lub zostali wywiezieni do Europy jako niewolnicy. Resztki rdzennych mieszkańców szybko się zasymilowały i przeszły na katolicyzm, a ich język poszedł w zapomnienie. Hiszpanie założyli miasto La Laguna – pierwszą stolicą wyspy (do 1723 r.). Lokalizacja w głębi wyspy podyktowana była względami bezpieczeństwa, gdyż wybrzeża nękane były przez angielskich piratów. Wysokie opady zapewniały zaopatrzenie w słodką wodę.
25 lipca 1797 Teneryfa została zaatakowana przez flotę brytyjską. Celem ataku było Santa Cruz de Tenerife, siedziba władz hiszpańskich. Atakiem dowodził Horacy Nelson, który w walce stracił prawe ramię.
Początkowo wyspa wraz z całym archipelagiem przeżywała okres prosperity; znajdowały się na niej porty tranzytowe dla żeglugi do obu Ameryk. Stopniowo jednak traciła na znaczeniu, a podstawowe produkty: cukier trzcinowy oraz karmin zostały wyparte z rynku przez tańszą konkurencję. W 1821 r. wyspa została włączona do Hiszpanii jako prowincja ze stolicą w Santa Cruz de Tenerife. W 1936 r. została opanowana przez wojska generała Franco. Pod jego rządami wyspa popadła w kłopoty gospodarcze. W latach 50. XX wieku sytuacja była tak dramatyczna, że wielu mieszkańców emigrowało do Wenezueli. Na początku lat 60. XX wieku wyspa została przekształcona w strefę turystyczną, początkowo dla turystów brytyjskich. W tym okresie na Teneryfę i sąsiednią Gran Canarię pływał z Polski MS Batory z tzw. wycieczkami orbisowskimi. 27 marca 1977 w Porcie Lotniczym Aeropuerto de Tenerife Norte doszło do największej katastrofy lotniczej w historii ludzkości. Dwa Boeingi 747 – jeden holenderskich linii KLM, drugi Pan-Am zderzyły się na pasie startowym, zabijając 583 osoby. Przeżyło jedynie 61 pasażerów samolotu Pan-Amu.

## Gospodarka

### Informacje ogólne
Gospodarka Teneryfy oparta jest na usługach, które mają 78,08% udział w dochodach wyspy. Znaczenie pozostałych sektorów gospodarki jest kluczowe dla dalszego rozwoju. Największym motorem gospodarki Teneryfy jest turystyka, następnie handel oraz lokalny przemysł.

### Turystyka

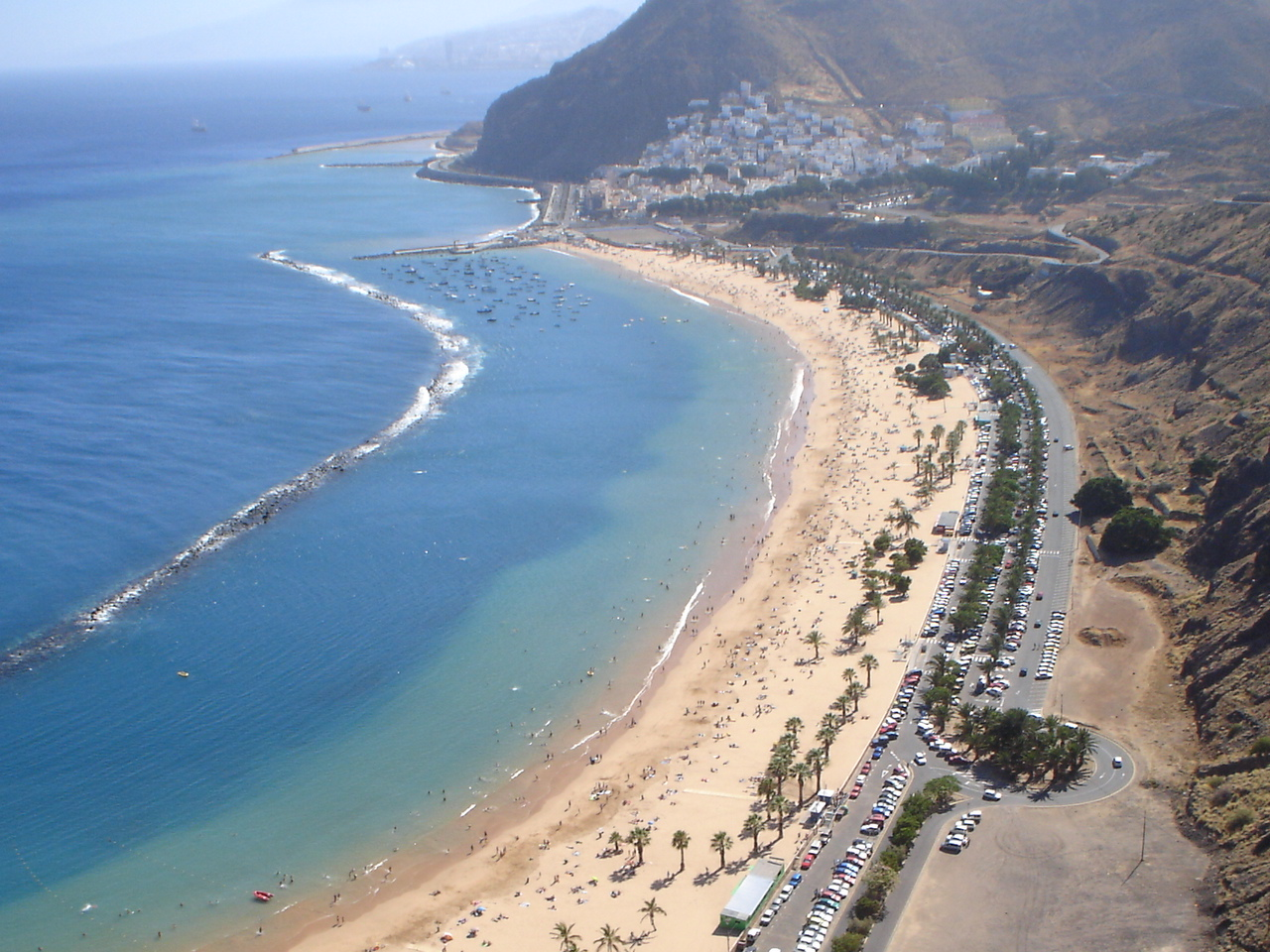
Plaża na Teneryfie – Playa de las Teresitas

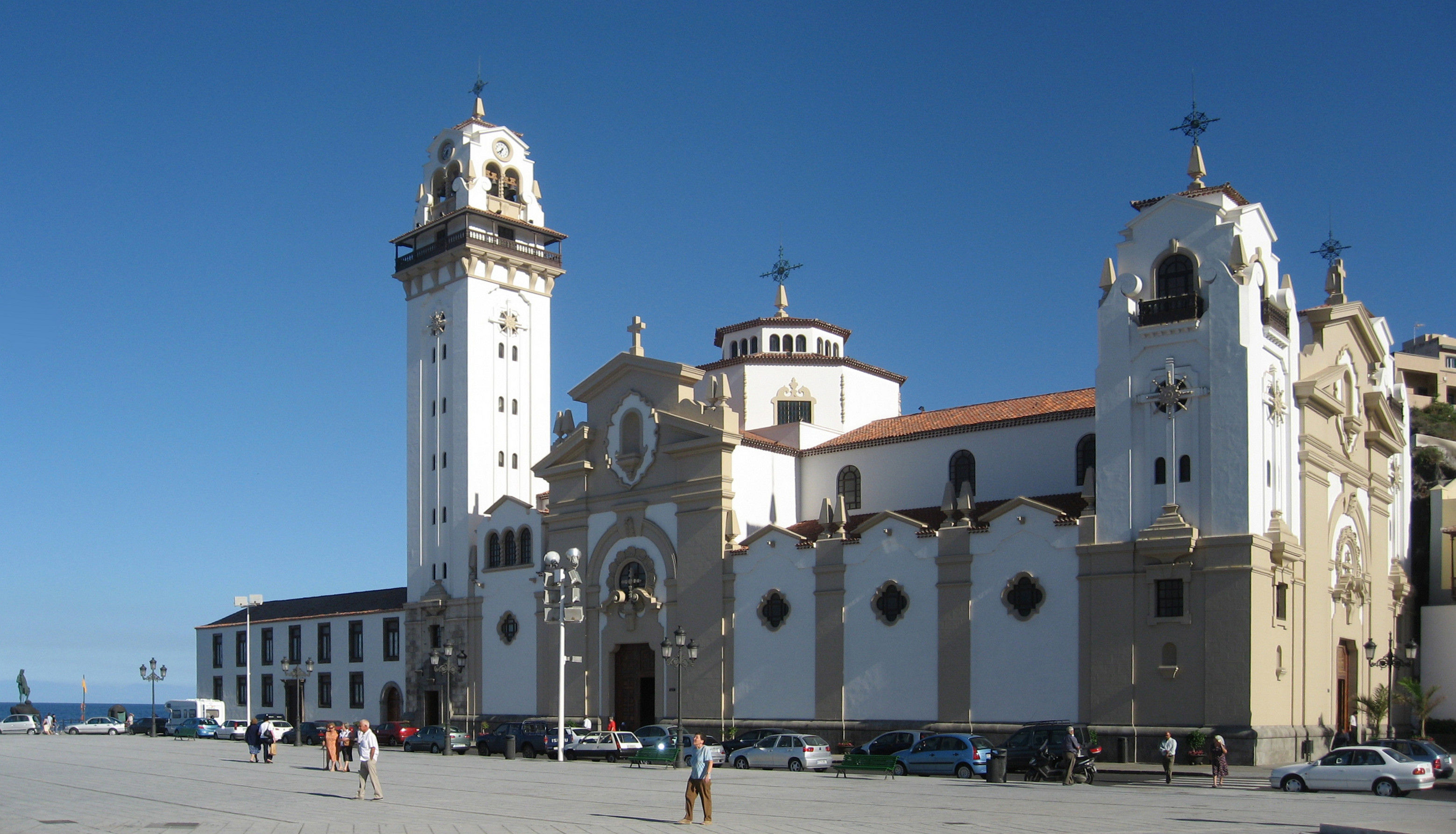
Bazylika Matki Boskiej z Candelaria, patronki Wysp Kanaryjskich.

Teneryfa jest jednym z głównych ośrodków turystycznych świata. Turystyka generuje około 60% PKB Teneryfy. W 2005 na Wyspy Kanaryjskie przybyło 9 276 963 turystów, z czego około 1/3 (3 442 787) na Teneryfę (nie licząc turystów z innych części Hiszpanii, dodatkowo około 30%). Według sprawozdania Kanaryjskiego Centrum Statystycznego (ISTAC) najwięcej turystów pochodziło z Wielkiej Brytanii – 1 600 000. Na drugim miejscu byli turyści z Niemiec, później Belgii, Holandii, Szwecji, Finlandii, Danii, Norwegii, Włoch, Francji, Austrii, Irlandii i Szwajcarii. Teneryfa należy do nielicznych ośrodków turystycznych świata, w których sezon trwa cały rok.
Turystyka jest najbardziej rozpowszechniona na południu wyspy, gdzie jest wiele turystycznych miejscowości oraz dobrze rozwinięta infrastruktura.
Obszar znany jako Costa Adeje (od Los Cristianos do Playa Paraiso) ma największy potencjał turystyczny. Znajdują się tam hotele, centra handlowe, pola golfowe, restauracje, parki wodne i zwierzęce, obiekty kulturalne oraz piaszczyste plaże. Odcinek od Los Cristianos do Playa Del Duque możemy przejść na pieszo, długim na blisko 8 kilometrów deptakiem, tuż przy samym oceanie.
Znane jest także miasto Candelaria; jest to miejsce popularnych pielgrzymek do Sanktuarium Matki Boskiej z Candelaria, patronki Wysp Kanaryjskich.

### Rolnictwo i rybołówstwo
Udział rolnictwa w PKB Teneryfy wynosi mniej niż 10%, choć jego udział jest niezbędny, gdyż utrzymuje zarówno obszary wiejskie, jak i wartości kulturowe. W północnej części wyspy uprawiane są m.in. pomidory i banany, w środkowej części (z częstymi opadami deszczu) ziemniaki, zboża i tytoń, w południowej – m.in. cebula.
Większość bananów na Wyspach Kanaryjskich pochodzi z Teneryfy. Roczna produkcja wynosi około 150 tysięcy ton, a plantacje obejmują 4200 hektarów. Nieco ponad 90% uprawy przeznaczone jest na rynek międzynarodowy.
Oprócz bananów duże znaczenia mają uprawy pomidorów, winogron, ziemniaków oraz kwiatów.
Rybołówstwo jest ważną gałęzią gospodarki Teneryfy. Są tam drugie co do wielkości łowiska ryb w Hiszpanii.

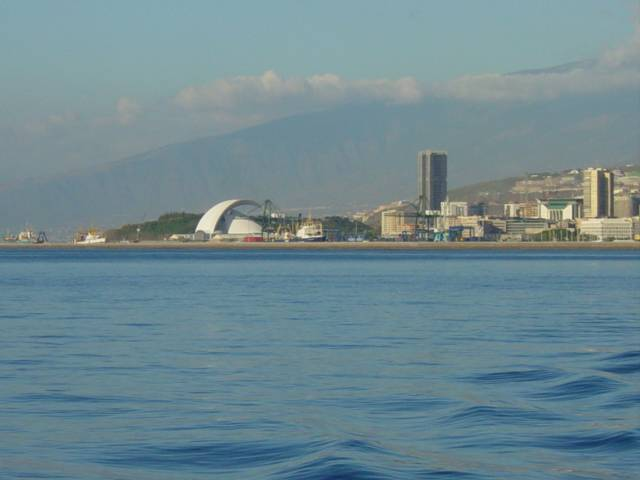
Santa Cruz de Tenerife

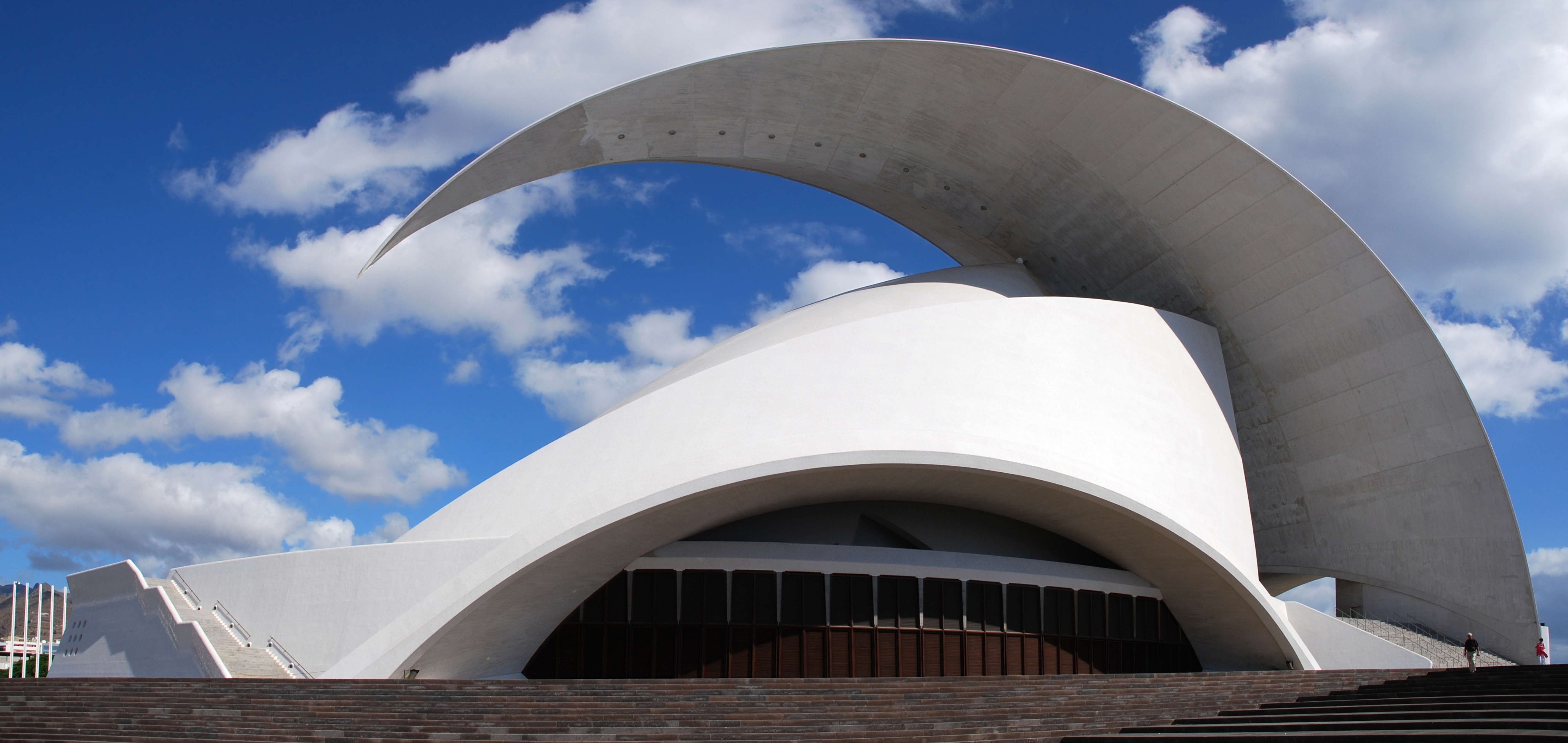
Auditorio de Tenerife (Santa Cruz de Tenerife)

### Handel i przemysł
Handel stanowi prawie 20% PKB, z czego większość wytwarzane jest w stolicy Santa Cruz. Przemysł generuje 10% PKB. Do największych zakładów należy rafineria, która dostarcza produkty ropopochodne dla archipelagu oraz Hiszpanii, Afryki i Ameryki. Teneryfa i Gran Canaria gromadzi ponad 80% obiektów przemysłowych i 90% pracowników zatrudnionych w tym sektorze gospodarki Wysp Kanaryjskich.

### Przemysł energetyczny
Sektor energetyczny generuje 2,85% PKB. Energia elektryczna produkowana jest tylko na rynek wewnętrzny. Mimo że dzięki rozwojowi turystyki ogromnie wzrosło zapotrzebowanie na energię, wciąż produkcja prądu jest na niewielką skalę z powodu słabego uprzemysłowienia.
Większość energii pochodzi z dwóch elektrowni cieplnych zużywających olej napędowy. Jedna znajduje się w gminie Granadilla de Abona, druga w gminie Candelaria. Produkcja energii z wody jest znikoma. Rozwija się produkcja energii elektrycznej z elektrowni wiatrowych.

## Demografia

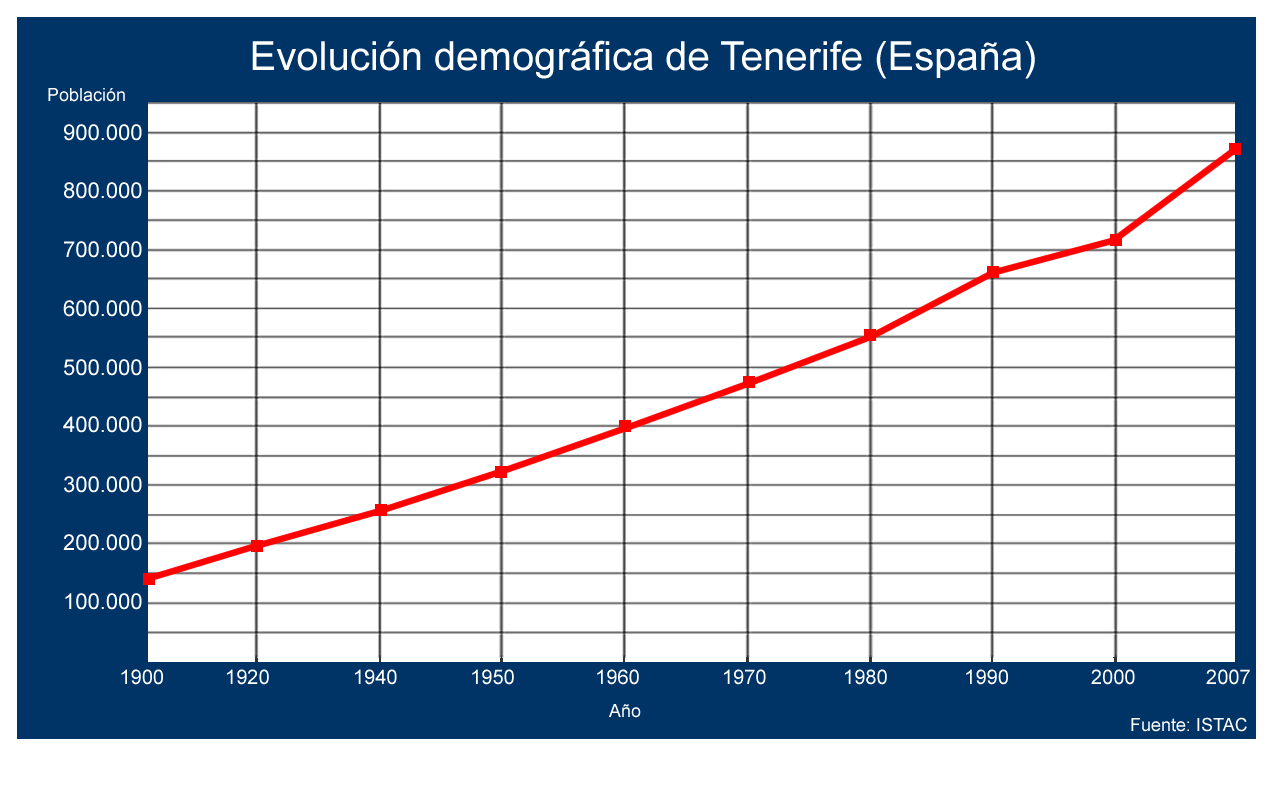
Wykres demograficzny

Wyspa Teneryfa jest najgęściej zaludnioną wyspą archipelagu, 1 stycznia 2008 mieszkało tam 886 033 mieszkańców, z czego około 25% (221 956) mieszkało w stolicy Santa Cruz de Tenerife i około 50% (424 200) w jej obszarze miejskim, natomiast 581 947 w obszarze metropolitalnym (13. największy obszar metropolitalny w Hiszpanii).
Drugim co do wielkości miastem jest La Laguna – 148 375 mieszkańców, miasto graniczące z Santa Cruz. Inne większe miasta to Arona (75 903), Adeje (41 002), La Orotava (40 945), Granadilla de Abona (38 866), Los Realejos (37 385) i Puerto de la Cruz (31 804).
Teneryfa w ostatnich latach notowała znaczny wzrost liczby mieszkańców – znacznie powyżej średniej państwa. W roku 1990 mieszkało tam 663 306 osób, natomiast w 2000 roku 709 365 – wzrost o 46 059. W latach 2000–2007 również zanotowano dużą stopę wzrostu – 155 705 osób w 2000 roku, aby zamknąć się liczbą 865 070 mieszkańców w 2007. Łącznie od 1990 roku do 2008 liczba mieszkańców wyspy wzrosła o 222 727 osób. w 2019 roku liczba mieszkańców Teneryfy wzrosła do 917 841 osób.

## Podział administracyjny

Podział administracyjny Teneryfy

Teneryfa składa się z 31 gmin:
| - Adeje - Arafo - Arico - Arona - Buenavista del Norte - Candelaria - El Rosario - El Sauzal - El Tanque - Fasnia - Garachico - Granadilla de Abona - Guía de Isora - Güímar - Icod de los Vinos - La Guancha | - La Matanza de Acentejo - La Orotava - La Victoria de Acentejo - Los Realejos - Los Silos - Puerto de la Cruz - San Cristóbal de La Laguna - San Juan de la Rambla - San Miguel de Abona - Santa Cruz de Tenerife - Santa Úrsula - Santiago del Teide - Tacoronte - Tegueste - Vilaflor |

## Transport

### Transport drogowy

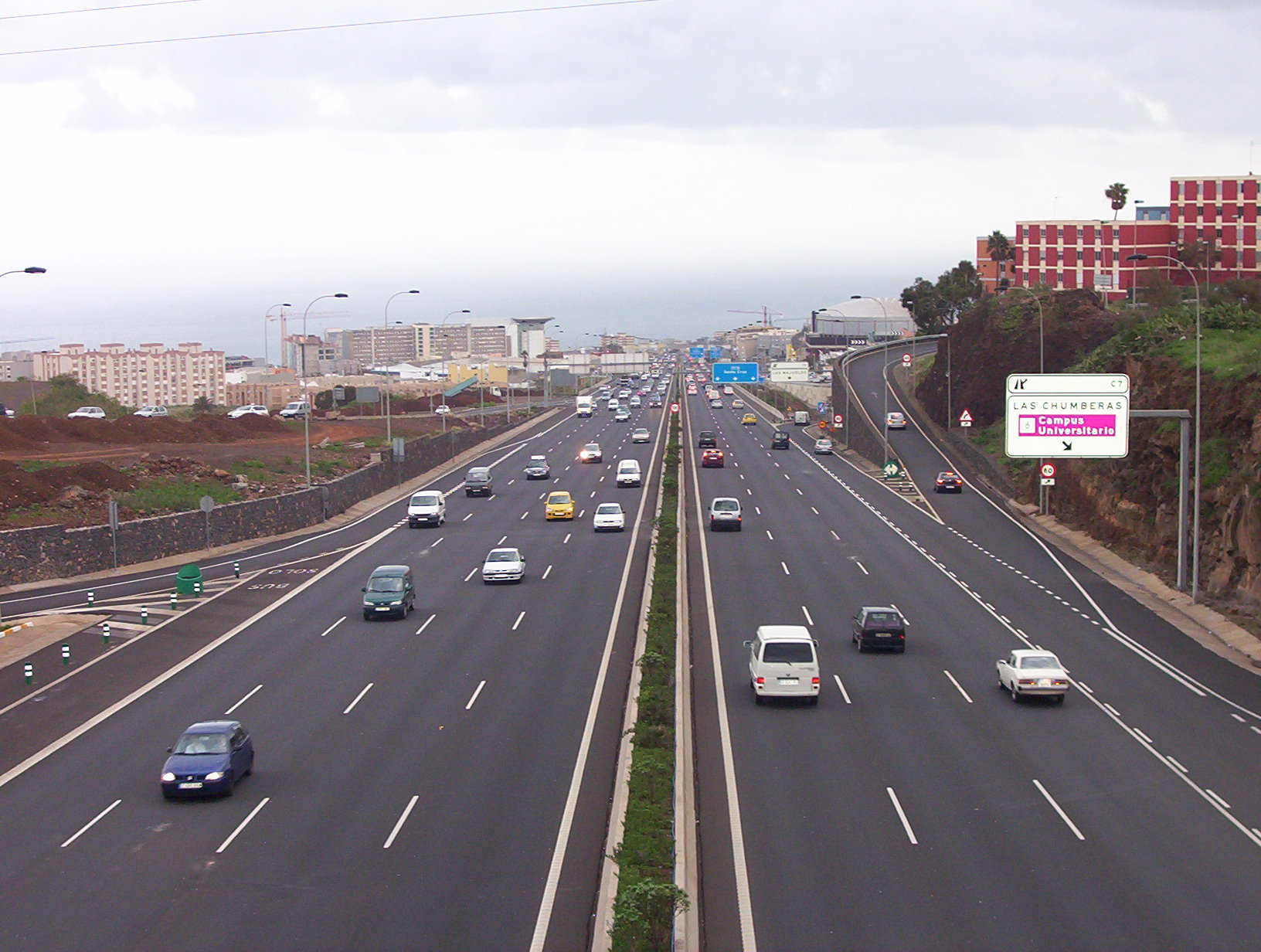
Autostrada TF-5

Najważniejszymi drogami na Teneryfie są dwie autostrady wiodące wzdłuż wybrzeży: TF-5 (Autopista del Norte) o długości 39,5 km, łącząca Santa Cruz z gminą Los Realejos, zlokalizowana w zachodniej części wyspy oraz TF-1 (Autopista del Sur) o długości 87 km, łącząca Santa Cruz z południem wyspy. Te dwie arterie połączone są autostradą TF-2 (Autovía de Interconexión Norte-Sur).
Sieć dróg uzupełniają drogi regionalne i lokalne, które w górach bywają kręte. Zarządzaniem dróg zajmuje się Cabildo Insular de Tenerife (rada wyspy).

### Transport lotniczy
Samoloty są głównym środkiem transportu łączącym Wyspy Kanaryjskie, w tym na Teneryfę, z resztą świata. Działają dwa międzynarodowe lotniska: otwarty w 1929 r. port lotniczy Teneryfa-Północ (Aeropuerto de Tenerife Norte), który w 2019 r. obsłużył 5 840 483 pasażerów oraz wybudowany w 1978 r. port lotniczy Teneryfa-Południe (Aeropuerto de Tenerife Sur), który w 2019 r. obsłużył 11 168 506 pasażerów. Port Teneryfa-Północ zlokalizowany jest w obszarze metropolitalnym Santa Cruz, niedaleko autostrady TF-5, natomiast Teneryfa-Południe około 60 km od stolicy, na południu wyspy, niedaleko autostrady TF-1.

### Transport wodny

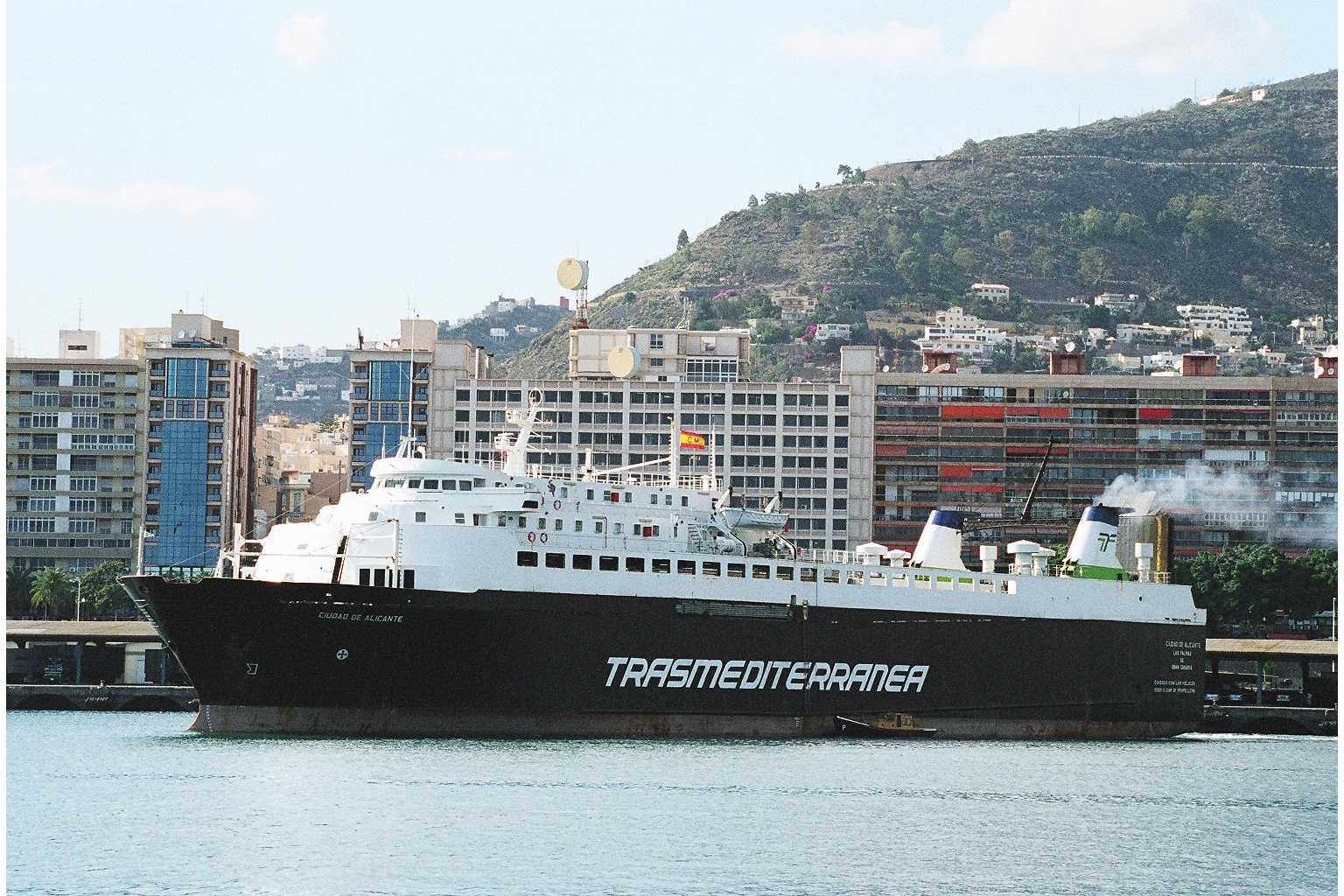
Statek Trasmediterránea w porcie Santa Cruz

Na Teneryfie funkcjonują dwa porty morskie: międzynarodowy Port Santa Cruz (Puerto de Santa Cruz) oraz mniejszy Port Los Cristianos (Puerto de Los Cristianos). Port Santa Cruz jest drugim pod względem wielkości portem Wysp Kanaryjskich, po porcie Las Palmas.
Istnieją plany budowy trzeciego portu w gminie Granadilla de Abona na południu wyspy.

### Transport autobusowy
Teneryfa posiada rozbudowaną sieć połączeń autobusowych, które na Wyspach Kanaryjskich nazywane są guaguas. System obejmuje zarówno autobusy miejskie, jak i międzymiastowe, umożliwiając dotarcie do niemal każdego punktu na wyspie, w tym obydwu lotnisk. W dwóch największych miastach: Santa Cruz de Tenerife i San Cristóbal de La Laguna działają centra przesiadkowe (intercambiador de transportes), a w dziewięciu miejscowościach: Puerto de la Cruz, La Orotava, Icod de los Vinos, Buenavista del Norte, Adeje, Granadilla de Abona, Tacoronte, Guía de Isora oraz Güímar – dworce autobusowe (estación). Ponadto, we wszystkich miejscowościach wyspy (zarówno miastach, jak i wsiach) znajdują się przystanki autobusowe „na żądanie”. Przystanki autobusowe zlokalizowane są również w wielu miejscach przy obydwu autostradach: TF-5 (Autopista del Norte) oraz TF-1 (Autopista del Sur). Linie autobusowe mogą mieć charakter konwencjonalny, zatrzymujący się na wszystkich przystankach („na życzenie”) lub ekspresowy i bezpośredni, tj. bez przystanków pośrednich lub z ich ograniczoną liczbą. Funkcjonuje kilka rodzajów biletów i taryf, w tym karta „ten+”. Od 1978 r. komunikacja autobusowa jest zarządzana przez spółkę TITSA (Transportes interurbanos de Tenerife).

### Transport tramwajowy

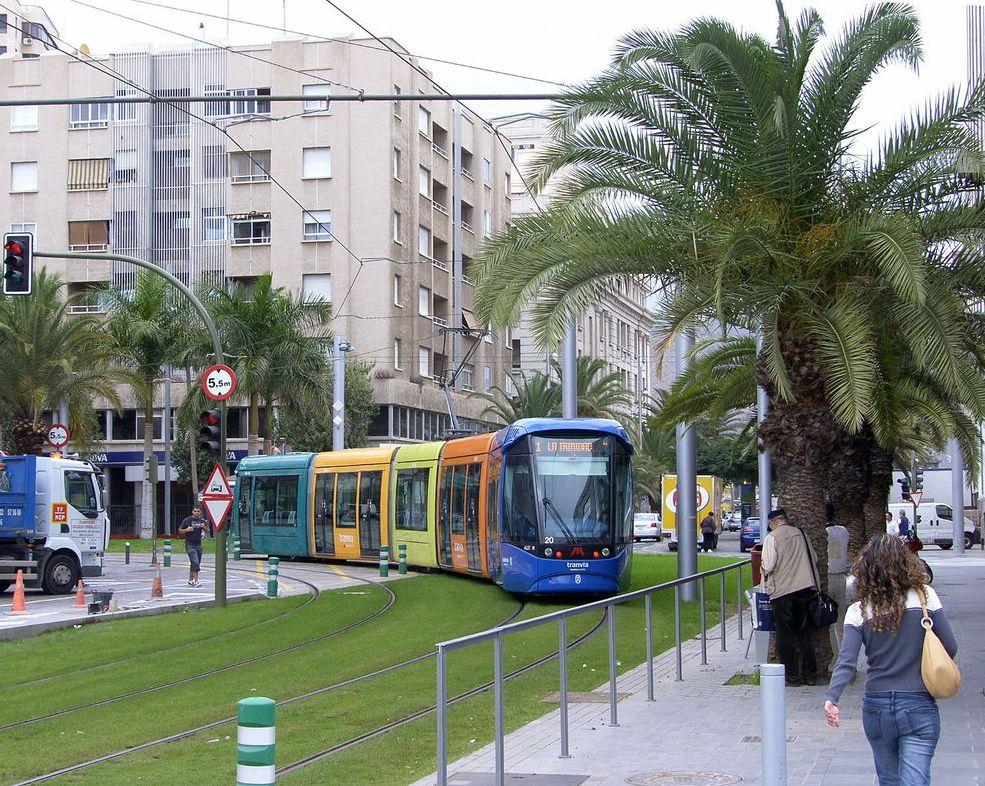
Tramwaje na Teneryfie

Tramwaje na Teneryfie kursują na obszarze miasta Santa Cruz de Tenerife i sąsiadującego z nim La Laguna. Infrastruktura obejmuje 2 linie, 27 przystanków i długość 15,1 km.
Na trasie tramwaju znajdują się szpitale, uczelnie i obiekty kulturalne. Tramwaje zarządzane są przez spółkę Metropolitano de Tenerife (MTSA). Prąd dostarczany do infrastruktury pochodzi z elektrowni wiatrowych.

### Transport kolejowy
Na Teneryfie nie ma ani jednej linii kolejowej. W latach 2007–2008 przedsiębiorstwo będące właścicielem tramwajów rozpoczęło prace nad budową linii kolejowej, łączącej Santa Cruz z południową częścią wyspy. Rada Teneryfy zatwierdziła budowę. Łączna trasa ma mieć długość około 80 km, czas podróży do 35 minut (z zatrzymaniem się na każdej stacji – 45 minut).

## Sport

### Piłka nożna

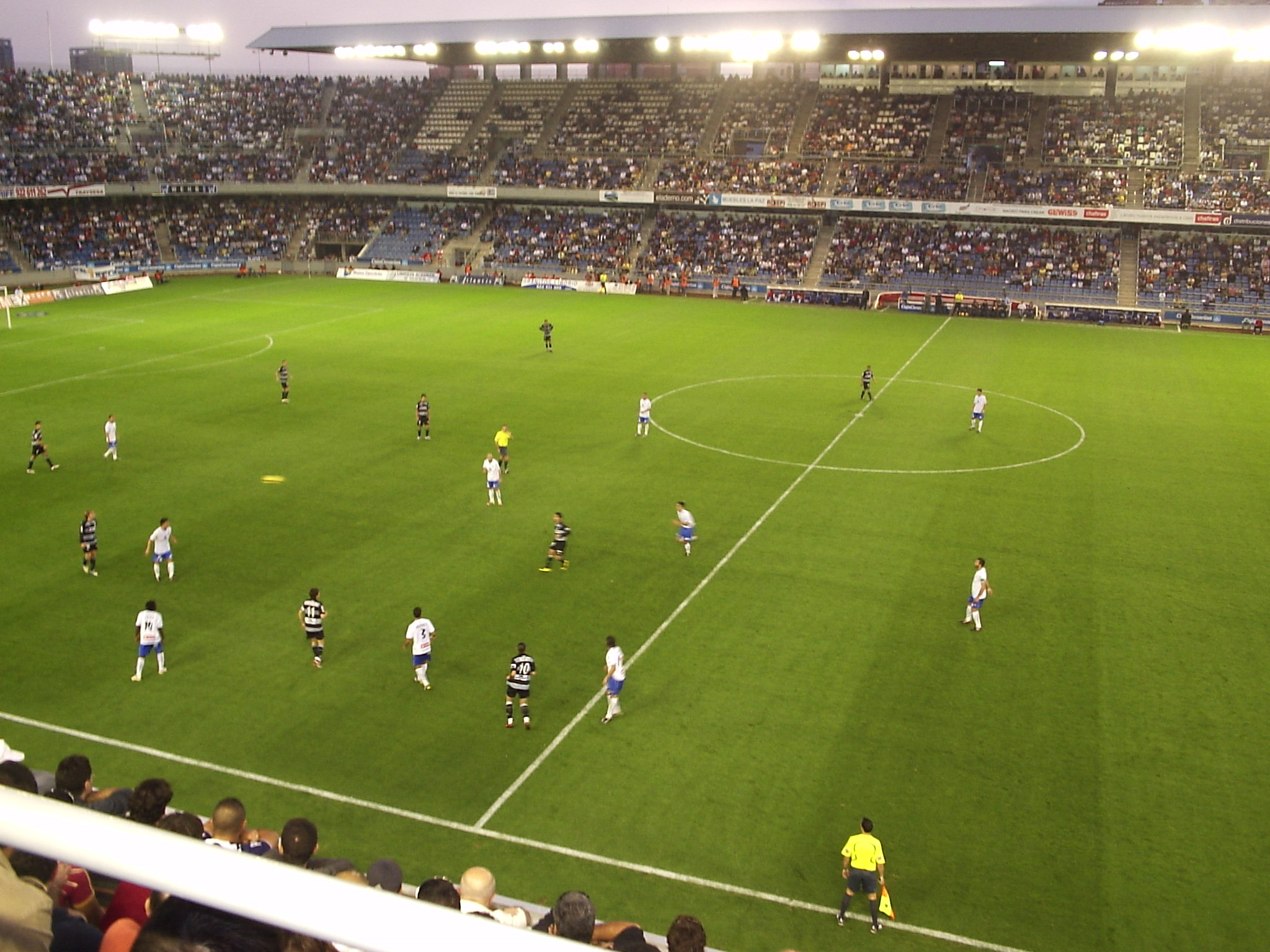
Stadion na Teneryfie podczas meczu CD Tenerife – Real Sociedad

W Federacji Piłkarskiej Teneryfy (Tinerfeña Federación de Fútbol) jest zarejestrowanych 305 zespołów piłkarskich rywalizujących w różnych ligach i boiskach rozproszonych po całej wyspie. Głównym klubem piłkarskim wyspy jest CD Tenerife, grający obecnie w Segunda División. Stadionem klubowym jest Estadio Heliodoro Rodríguez López (Estadio de Tenerife) mający około 24 tysięcy miejsc.

### Siatkówka
Głównym klubem siatkarskim Teneryfy jest Spar Teneryfa Marichal (Club Voleibol Tenerife), wielokrotny Mistrz Hiszpanii, zdobywca Superpucharu Ligi, Pucharu Królowej oraz medali w europejskich rozgrywkach. Występuje w ekstralidze hiszpańskiej i gra w hali Pabellón Insular Santiago Martín o pojemności 5100. Innymi ważniejszymi klubami są kobiece kluby: Club Voleibol Aguere i La Caja de Canarias występujące w rozgrywkach ekstraligi oraz męski Arona Playa de las Americas również grający w ekstralidze. Siatkówka cieszy się na Teneryfie coraz większym zaiteresowaniem.

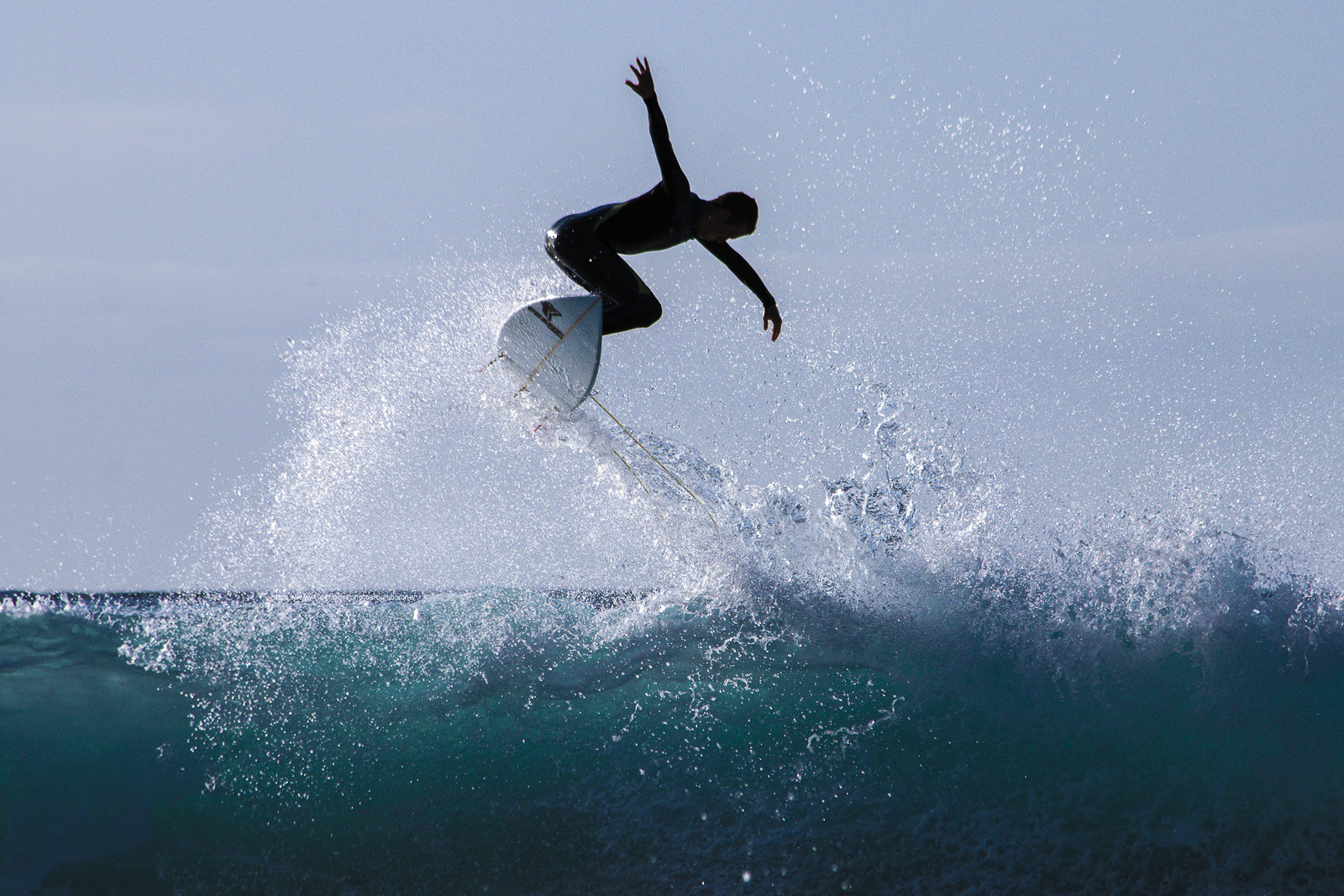
Surfowanie na Teneryfie na Wyspach Kanaryjskich

### Surfing, windsurfing, kitesurfing
Na wyspie popularny jest surfing i windsurfing, oraz rzadziej uprawiany kitesurfing. Jest dziesięć szkół tych sportów, w tym jedna, która jest własnością miasta, oraz kilka kursów do szybkiej nauki. Te sporty są uprawiane głównie w Médano, Playa de Las Americas, wybrzeża Santa Cruz de Tenerife, wybrzeża Guimarás i Orotava Valley i Playa del Socorro w Los Realejos. Niektóre te miejsca były gospodarzami Pucharu Świata (Grand Slam) w tych dyscyplinach.

### Pływanie, nurkowanie
Podobnie jak w przypadku surfingu i windsurfingu, wzdłuż wybrzeża można znaleźć szkoły pływania i nurkowania. Pływanie oraz piłka wodna są uprawiane zarówno w wodach przybrzeżnych, jak i sztucznych basenach. Na Teneryfie istnieje szesnaście klubów pływackich. Na wyspie jest ponad trzydzieści punktów nurkowania, gdzie można odkrywać morską florę i faunę, jak również zatopione statki. Wśród najlepszych miejsc do nurkowania są m.in. Las Galletas, Playa Paraiso i Punta de la Rasca, Garachico, Puerto de la Cruz, Punta de Teno.

### Sztuki walki
Na Teneryfie są uprawiane dyscypliny sztuk walki wywodzące się z Wysp Kanaryjskich. Palo canario jest sztuką walki kijem. Praktykowana jeszcze przez potomków rdzennych mieszkańców wysp – Guanczów. W związku z rozwojem turystyki walki stały się ważnym elementem folkloru wysp. Lucha canaria to odmiana wrestlingu. Na Teneryfie istnieją 24 szkółki tego sportu.

### Pozostałe sporty
Na wyspie jest dobra infrastruktura do gry w golfa, działają szkółki do nauki tego sportu i dziewięć pól golfowych: Real Club de Golf de Tenerife, Abama Golf, Golf Las Americas, Costa Adeje Golf, Golf del Sur, Amarilla Golf & Country Club Centro de Golf Los Palos, Buenavista Golf i Golf La Rosaleda.
Na wyspie działa kilka klubów koszykówki. Do najważniejszych należy Tenerife Rural i CB Canarias występujące w drugiej lidze hiszpańskiej.
Uprawiane jest spadochroniarstwo i paralotniarstwo. Rozgrywany jest Międzynarodowy Festiwal Paralotniarstwa (Festival Internacional de Parapente).
Istnieje infrastruktura do sportów motorowych: motocross, karting i rajdów samochodowych. Przez cały rok rozgrywane są konkursy według różnych podziałów w ramach jazd amatorskich, jak i regionalnych mistrzostw Wysp Kanaryjskich.
Innymi sportami popularnymi na Teneryfie są: jazda na rowerze, wiosłowanie, tenis, squash, jazda konna, judo, karate, lekkoatletyka oraz turystyka.

## Edukacja

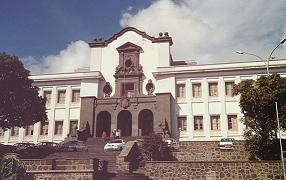
Uniwersytet La Laguna

Początki systemu edukacji na Teneryfie sięgają XVI wieku. W 1530 roku w zakonie dominikanów zaczęto studiować filozofię. Rozwój edukacji nastąpił w XVIII i XIX wieku. Dzięki pracy Económica Real Sociedad de Amigos del País powstawały nowe instytucje oraz szkoły. Jednym z nich był instytut szkolnictwa średniego utworzony w 1846, który wypełnił lukę po zamknięciu Universidad de San Fernando. W 1850 roku powstała pierwsza elementarna szkoła na Wyspach Kanaryjskich, która w 1866 roku została przemieniona w kolegium nauczycielskie. Punktem zwrotnym było powstanie II Republiki Hiszpańskiej (Segunda República Española). W latach 1929–1933 liczba szkół wzrosła prawie dwukrotnie.
Na Teneryfie jest obecnie 301 przedszkoli, 297 szkół podstawowych, 140 gimnazjów i 86 szkół średnich oraz pięć uniwersytetów: Uniwersytet La Laguna, Universidad Nacional de Educación a Distancia, Universidad Internacional Menéndez Pelayo, Universidad Alfonso X el Sabio i Universidad de Vic oraz kilkanaście instytutów, w tym Kanaryjski Instytut Astrofizyczny (Instituto de Astrofísica de Canarias) z obserwatorium astronomicznym na Teide.

## Lecznictwo
Na Teneryfie jest łącznie 39 ośrodków podstawowej opieki zdrowotnej oraz specjalistycznych klinik. Głównymi szpitalami są: Hospital Universitario de Canarias i Hospital Universitario Nuestra Señora de Candelaria. Są to szpitale uniwersyteckie i podlegają Uniwersytetowi La Laguna. Powstają dodatkowe szpitale specjalistyczne, jeden w gminie Arona.